# Heinz-Harald Frentzen
Heinz-Harald Frentzen nascut el 18 de maig del 1967 a Mönchengladbach (Alemanya). Posseeix també la nacionalitat espanyola per la seva mare i parla perfectament el castellà.
Va començar amb els karts animat pel seu pare, passant a la Fórmula Opel i disputant el 1989 la Formula 3 acabant empatat al subcampionat amb Michael Schumacher.
Tot seguit, Bernie Ecclestone que volia un pilot alemany a la Formula 1 va fer unes proves de selecció a les que Schumacher va fer fora de la pista a Frentzen i va aconseguir la victòria, guanyant-se la plaça a la Formula 1.
Frentzen va córrer el mundial de Formula 3000 i el campionat del Japó de la mateixa categoria, fins que, el 1994 va debutar amb l'escuderia Sauber. Després va pilotar per Williams, Jordan, Prost i Arrows.
La seva primera carrera va ser el Gran Premi d'Alemanya del 1994 i l'última va ser el Gran Premi del Japó del 2003.

## Palmarès

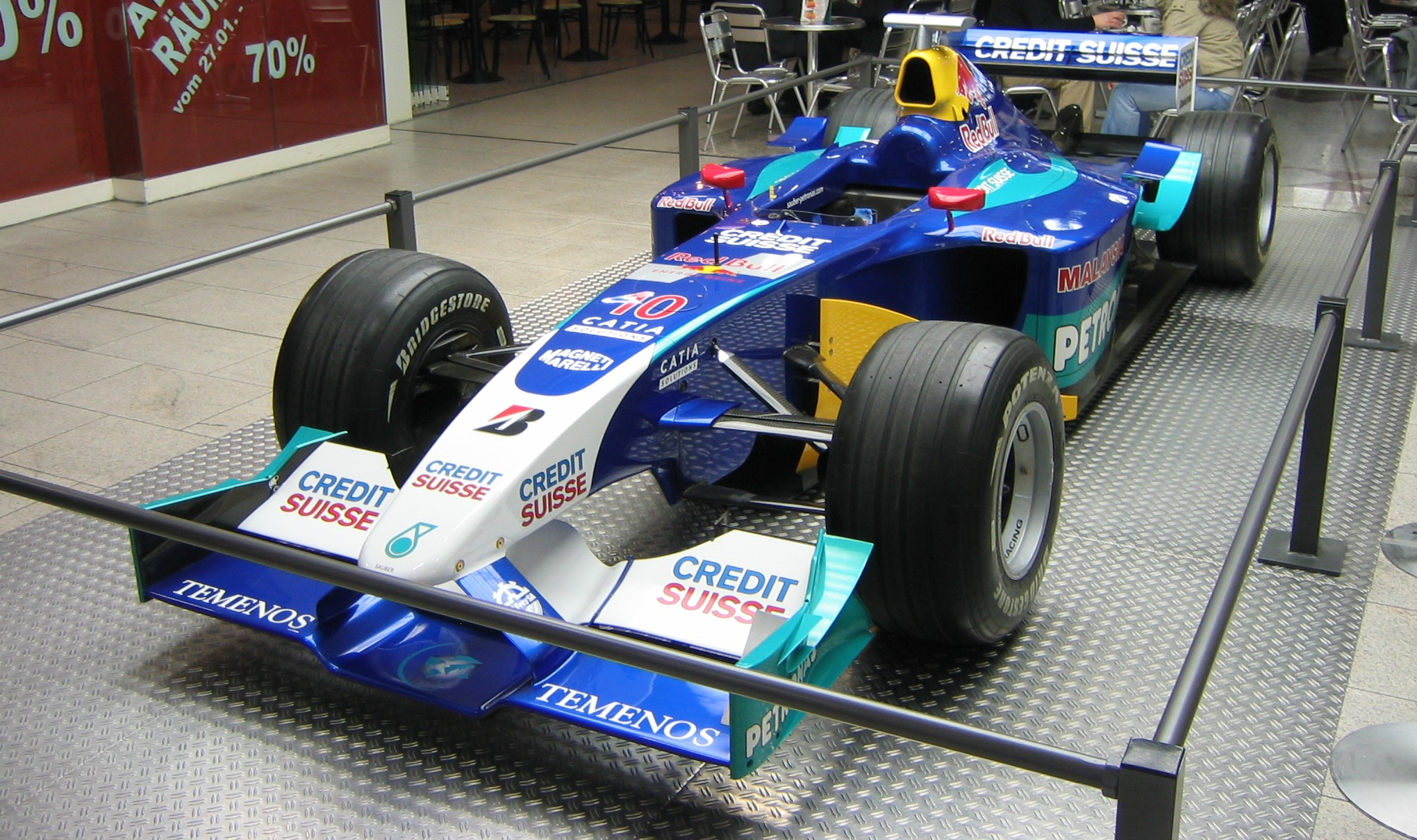
El Sauber C22, que conduïa al 2003.

- Millor classificació al campionat del món: 2n 1997 i 3r 1999
- Curses : 156
- Victòries : 3
- Pòdiums : 18 (3 primers, 3 segons i 12 tercers)
- Poles : 2